# Calle 18 (línea de la Avenida Lexington)
La Calle 18 era una estación en la línea de la Avenida Lexington del Metro de Nueva York de la A del Interborough Rapid Transit Company. La estación se encuentra localizada en Gramercy Park, Manhattan entre la Calle 18 Este y la Avenida Park.

## Historia

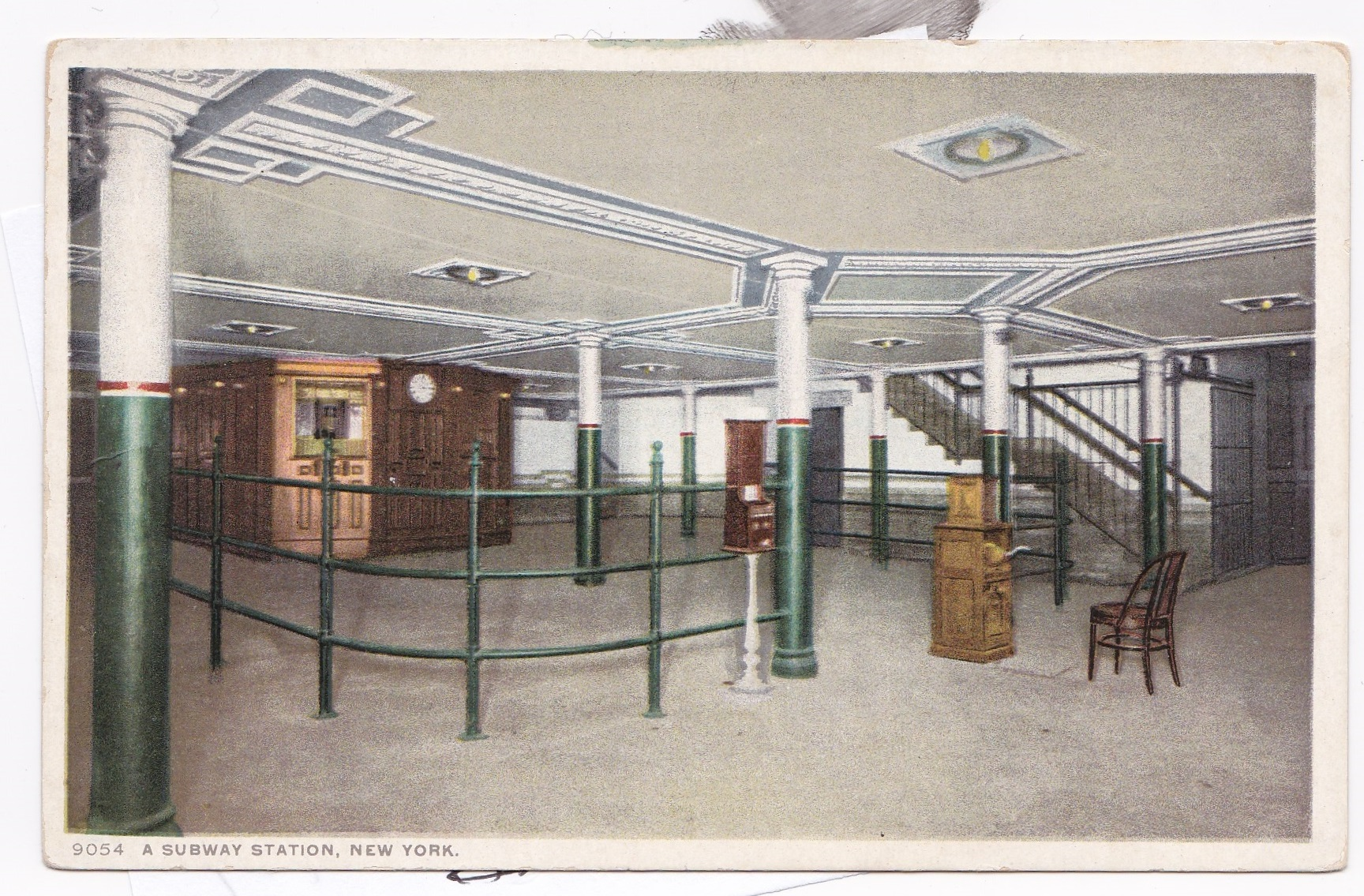
Entrada

La estación estuvo abierta desde 1904 a 1948, cuando tuvo que ser clausurada debido a que la plataforma se hizo más larga en la Calle 14–Union Square. Las estaciones están tan cerca que es posible ver las luces de la estación Calle 14–Union Square de las vías de la plataforma de esta estación.